# Тинівка сибірська

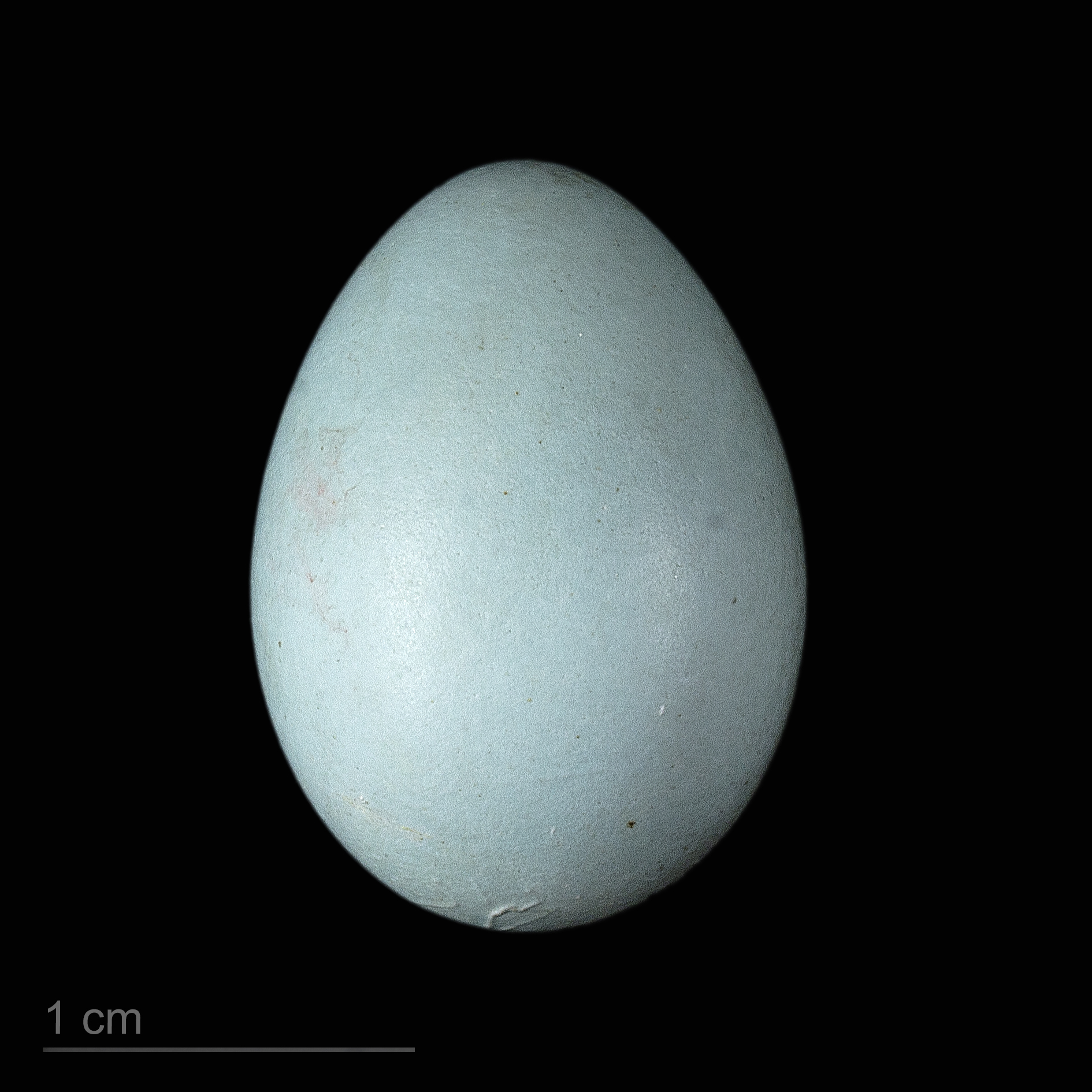
яйце Prunella montanella - Тулузький музей

Тині́вка сибірська (Prunella montanella) — невеликий птах родини тинівкових ряду горобцеподібних. Гніздиться на півночі Азії — від Уральських гір до пониззя Анадиря. Вид перелітний, зимує в Південно-Східній Азії. В Україні рідкісний залітний птах.

## Опис

### Морфологічні ознаки
Розміром приблизно з горобця. Статевий диморфізм не виражений. Довжина тіла — 15-17 см, розмах крил — 22-24 см, вага — до 20 г. У дорослого птаха верх голови чорно-бурий, із сірим відтінком; надбрівні смуги чорні; «брови» i горло світло-вохристі; покривні пера вух темно-бурі; боки i задня частина шиї сірі; спина і покривні пера другорядних махових рудувато-бурі, з поздовжньою світлою смугастістю; поперек i надхвістя бурі; воло i боки тулуба вохристо-жовті, з темними рисками; груди, черево i підхвістя білуваті; махові й стернові пера темно-бурі, з рудуватою облямівкою; дзьоб темно-бурий, біля основи жовтуватий; ноги червонувато-бурі. Молодий птах світліший; сірий колір у забарвленні шиї відсутній.
Від альпійської та лісової тинівок відрізняється світло-вохристими «бровами» і горлом, а також вохристо-жовтим і білуватим тонами низу.
У дорослих птахів одне повне линяння протягом року — після завершення сезону гніздування. У молодих птахів з серпня до середини вересня відбувається часткове линяння, після якого вони практично не відрізняються від дорослих.

### Звуки
Пісня подібна до пісні лісової тинівки — переривчаста трель тривалістю 2-4 сек. Самець часто співає на вершині дерева або куща. Поклик — трискладове «ті — ті — ті».

## Поширення

### Гніздовий ареал та місця існування
Гніздовий ареал складається з двох розрізнених ділянок (північної і південної), які з'єднуються тільки у Східному Сибіру. Від західного схилу Чукотського хребта, пониззя Анадиря, північної Камчатки, узбережжя Охотського моря, Сіхоте-Аліня на захід у північній частині ареалу до Уральського хребта; на захід у південній частині ареалу до північно-східного Алтаю. На півночі у північній частині ареалу в області Уральського хребта до 67-ї паралелі, до гирла Обі, гирла Єнісею, в долині Хатанги до 72-ї паралелі, в долинах Лени і Яни до 71-ї паралелі, до дельти Колими, звідки межа ареалу простягається до пониззя Анадиря. На південь у північній частині ареалу в області Уральського хребта до 59-ї паралелі. Між Уральським хребтом і долиною Лени південна межа поширення точно не з'ясована, на південь тут ймовірно до північної межі тайгової зони і південної межі лісотундри. На півночі в південній частині ареалу до північно-східного Алтаю, Абаканського хребта, Західного Саяна, Східного Саяна, Байкальського хребта, Станового хребта. В області Станового хребта з'єднуються північна межа південної частини ареалу і південна межа північної частини ареалу. Остання, ймовірно, простягається до західного схилу Верхоянського хребта і західному схилу хребта Джугджур. На півдні в південній частині ареалу до хребта Танну-Ула, Хамар-Дабана, далі на схід південна межа поширення точно не з'ясована, але передбачається гніздування в центральній частині Сіхоте-Аліня. Можливо гніздиться на Сахаліні.
Гніздовим біотопом є ялиново-ялицева тайга із домішкою берези та горобини, карликові ялинові кущі і березові рідколісся, зарості чагарників на берегах річок.

### Міграція
Вид перелітний, зимує в Південно-Східній Азії — переважно в центральному та східному Китаї та Кореї. Відомі зальоти в Японію, Північну Америку і Західну Європу.
До 2015 року було відомо лише 32 спостереження виду в Західній Європі, головним чином у Фінляндії і Швеції. Однак протягом листопада 2016 року було зафіксовано понад 300 спостережень виду в різних країнах — Великій Британії (14), Данії (11), Естонії (9), Литві (4), Латвії (9), Німеччині (12), Нідерландах (1), Норвегії (11), Польщі (11), Угорщині (1), Фінляндії (72), Чехії (1), Швеції (71). Причиною такого доволі масового нальоту вважають погодні умови.
В Україні до 2015 р. було зафіксовано 4 зальоти птахів — 14.10.1985 р. під Києвом, 21.10.1996 поблизу Донецька та два птаха було відловлено 18.01.2000 у м. Харків. У листопаді і грудні 2015 року поодиноких птахів виявили тричі — у Чернігівській, Київській та Запорізькій областях.

## Підвиди
Виділяють два підвиди:
- Prunella montanella montanella (Pallas, 1776) — гніздиться на півночі Росії, від європейської частини на схід до р. Лени;
- Prunella montanella badia, Portenko, 1929 — поширений на схід від р. Лени — до Охотського моря.

## Чисельність
Чисельність в Європі оцінена в 100—500  пар, що становить менше 5 % світової популяції, розмір якої точно невідомий. Чисельність в цілому стабільна.
Щільність гніздування суттєво варіює залежно від біотопу та в середньому становить 5 пар/км2.

## Гніздування
Моногам, проте нерідко птахи гніздяться невеликими групами, де на невеликій відстані розташовано від 2 до 4 гнізд. Гніздовий сезон триває з червня до серпня. Одна кладка за сезон. Гніздо птах розташовує в густих кронах дерев на висоті від 0,4 до 8 м від землі. Воно складане з дрібних гілочок і стебел злаків, серед яких густо вплітається мох. Вистилка складалася з ніжніших стебел моху і невеликої кількості шерсті. У повній кладці від 4 до 7 (зазвичай 5-6) блакитних однотонних яєць. Середній розмір яєць 18,6×13,7 мм та вага 1,9 г. Насиджує кладку самка, інкубація триває близько 2 тижнів. Пташенята залишають гніздо у віці приблизно 14 днів, після чого батьки підгодовують їх близько тижня.

## Живлення
Сибірська тинівка споживає як рослинну, так і тваринну їжу. Пташенят вигодовує комахами та павуками, вони ж складають основу раціону дорослих у теплу пору року. Пізніше птахи переходять на насіння рослин та ягоди.